# 布洛厄站
布洛厄站（德語：Bahnhof Buchloe）是德国巴伐利亚布洛厄的一个火车站。
布洛厄站始于Augsburg–Kaufbeuren铁路的开通。于1847年9月1日设立。1年后，车站站房完成。